# UCITS
UCITS (Undertakings for Collective Investment in Transferable Securities) är en samling EU-direktiv som berör fondverksamhet och som lägger grunden för lagstiftningen för värdepappersfonder i Sverige och i övriga EU/EES. 

## UCITS-direktiven
De direktiv som inryms inom UCITS-begreppet brukar normalt anses vara nedanstående. Respektive benämning är emellertid inte formell i den meningen att den används av lagstiftaren, utan återspeglar den konsensus som används inom det regulatoriska området.
| Benämning | Direktiv / kommentar |
| --------- | --- |
| UCITS I   | Rådets direktiv 85/611/EEG av den 20 december 1985 om samordning av lagar och andra författningar som avser företag för kollektiva investeringar i överlåtbara värdepapper (fondföretag) |
| UCITS II  | Under början av 1990 skissades på ett förändringar i 1985 års UCITS-direktiv, vilket dock aldrig antogs i sin helhet. Något egentligt UCITS II-direktiv finns därför inte. |
| UCITS III | Används normalt som gemensam benämning på direktiven 2001/107/EG och 2001/108/EG. |
| UCITS IV  | Europaparlamentets och rådets direktiv 2009/65/EG av den 13 juli 2009 om samordning av lagar och andra författningar som avser företag för kollektiva investeringar i överlåtbara värdepapper (fondföretag) |
| UCITS V   | Europaparlamentets och rådets direktiv 2014/91/EU av den 23 juli 2014 om ändring av direktiv 2009/65/EG om samordning av lagar och andra författningar som avser företag för kollektiva investeringar i överlåtbara värdepapper (fondföretag) när det gäller förvaringsinstitutsfunktioner, ersättningspolicy och sanktioner |
| UCITS VI  | Diskussioner om ytterligare anpassningar av UCITS-direktiven pågår, men inget beslut har fattats. |

## Nationellt genomförande
I egenskap av EU-direktiv måste UCITS-direktiven införlivas i nationell lagstiftning för att gälla i respektive land inom EU/EES. 

### Sverige
Den svenska lagstiftningen om fondverksamhet bygger till största delen på UCITS-direktiven och har huvudsakligen genomförts i svensk rätt genom lagen (2004:46) om värdepappersfonder och Finansinspektionens föreskrifter (FFFS 2013:9) om värdepappersfonder.